# Karpathio Pelagos
Karpathio Pelagos – akwen położony pomiędzy wyspami Karpatos i Rodos, część Morza Egejskiego.